# Hold Me for a While
"Hold Me for a While" là một bài hát thuộc thể loại Pop-ballad được sáng tác và trình bày bởi ban nhạc Thụy Điển Rednex, nằm trong Album thứ hai của họ là Farm Out.
Tại Việt Nam, bài hát này đã được viết lời Việt với tên gọi Bình minh sẽ mang em đi do ca sĩ Đàm Vĩnh Hưng viết lời Việt và trình bày. Cùng với ca khúc Tình ơi xin ngủ yên, đây là cột mốc đáng nhớ tạo dư luận chú ý đến tên tuổi ca sĩ Đàm Vĩnh Hưng.

## Danh sách
1. "Hold Me for a While" (Radio Edit) - 3:38
2. "Hold Me for a While" (Alternative Radio Edit) - 3:40
3. "Hold Me for a While" (Album Version) - 4:44
4. "Hold Me for a While (The Midnight Sun Remix)" - 5:52

## Xếp hạng
| Chart (2000)          | Peak Vị trí |
| --------------------- | ----------- |
| Áo Singles Chart      | 16          |
| Thụy Sĩ Singles Chart | 19          |